# Heinz-Malte Barten
Heinz-Malte Barten (* 18. September 1944 in Vetschau; † 27. März 2022 in Stralsund) war ein deutscher Pathologe.

## Leben
Heinz-Malte Barten wurde in Vetschau am 18. September 1944 als Sohn der Ärzte Heinz Barten und Gerda Barten geboren. 1962 bestand er sein Abitur in Stralsund, anschließend war er am Krankenhaus in Bergen auf Rügen Hilfspfleger. Dann begann er 1963 ein Studium der Humanmedizin an der Universität Rostock. 1969 schloss er dieses ab und wurde zum Doktor der Medizin promoviert.
In der Zeit nach der Promotion arbeitete Barten am Institut für Pathologie. Dabei wurde er von der Universität 1985 habilitiert und wurde schließlich 1988 außerordentlicher Dozent für pathologische Anatomie. 1992 wurde er zum Professor für Pathologie und Zytopathologie berufen. Barten wurde 2009 emeritiert.
An der Medizinischen Fakultät in Rostock war Barten Mitglied der Forschungskommission und fungierte daneben als Beauftragter für Prüfungsangelegenheiten. Er gehörte der Deutschen Gesellschaft für Pathologie sowie der Deutschen Gesellschaft für Zytologie an.